# Széchy Mária
Rimaszécsi Széchy Mária (Vámosbalog, 1610 k. – Kőszeg, 1679. július 18.) magyar főúrnő, aki a „Murányi Vénusz” néven vált ismertté.

## Magánélet
A jómódú magyar köznemesi rimaszécsi Széchy családban született. Apja rimaszécsi Széchy György (†1625), földbirtokos, anyja homonnai Drugeth Mária (†1643). Az apai nagyszülei rimaszécsi Széchy Tamás (†1618), Gömör vármegye főispánja, földbirtokos, és Perényi Borbála voltak. Az anyai nagyszülei homonnai Drugeth György (1583–1620), országbíró, földbirtokos, és báró nádasdi és fogarasföldi Nádasdy Katalin voltak. Az anyai nagyanyai dédszülei báró nádasdi és fogarasföldi Nádasdy Ferenc (1555–1604), Vas vármegye főispánja, dunáninneni főkapitány, és ecsedi Báthori Erzsébet (1560–1614) voltak. Apai nagybátyja gróf rimaszécsi Széchy Dénes, kamarásmester, győri főkapitány, aki 1645. augusztus 28-án magyar grófi címet nyert I. Ferdinánd magyar királytól.
Széchy Máriának, aki a régi Magyarország legtöbbet emlegetett nőalakjai közé tartozik, három férje volt. Előbb körülbelül tizenhét évesen, 1627-ben ifjabb Bethlen István váradi főkapitányhoz ment hozzá, aki azonban alig ötévnyi együttlét után, 1632-ben meghalt. Az 1630-as években három Széchy lány örökölte a murányi várat: Éva, Kata és Mária. A várat Széchy Mária és két lánytestvérének férjei birtokolták. Széchy Máriát özvegyként másodszor rozsályi Kun István köznemes, szatmári főispán vette feleségül 1634-ben, akitől 1637-ben – harcias előzmények után – elvált.  Legvégül Wesselényi Ferenc füleki főkapitánnyal, későbbi nádorral Széchy Mária 1644-ben, kb. harmincnégy éves korában lépett frigyre. Utóbbi vezetése alatt folyt a Wesselényi-összeesküvés. Mire befejeződött, a nádor már nem élt, de a mozgalom több résztvevője életével lakolt; egy ideig Széchy Mária is volt miatta börtönben.
Különösen erkölcsös emberek a gyűlöletig fokozódó ellenszenvvel emlegették. Felidézték az asszony sok excentrikusságát, többek között azt, hogy szeretett férfiruhában járni, és férfimódra ülte meg a lovat. Sőt mi több – ahogyan a második házasságát felbontó válás fényesen tanúsította –, általában nem törődött a konvenciókkal.

## Galéria

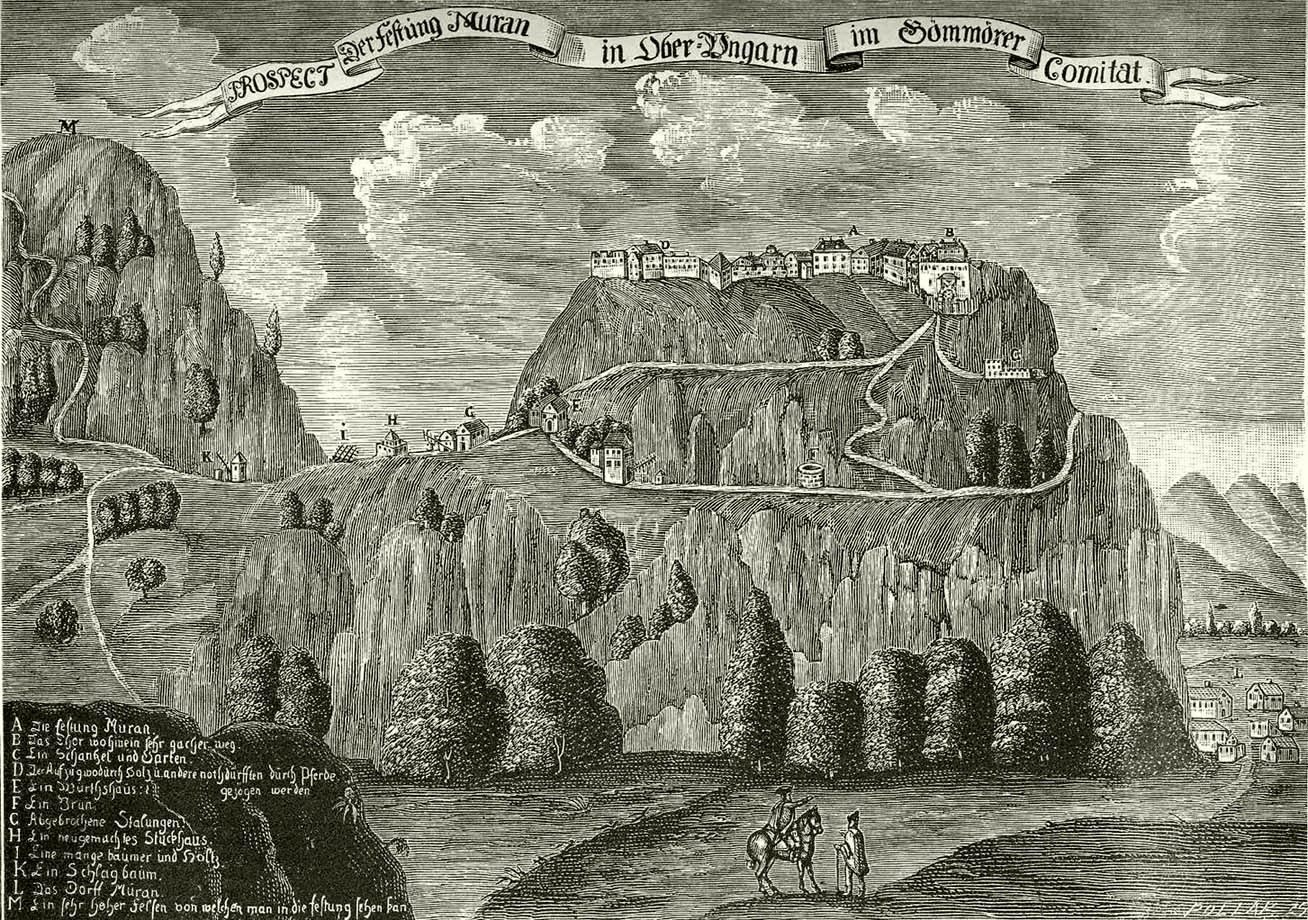
Murány vára a 17. században
Székely Bertalan: A murányi Vénusz
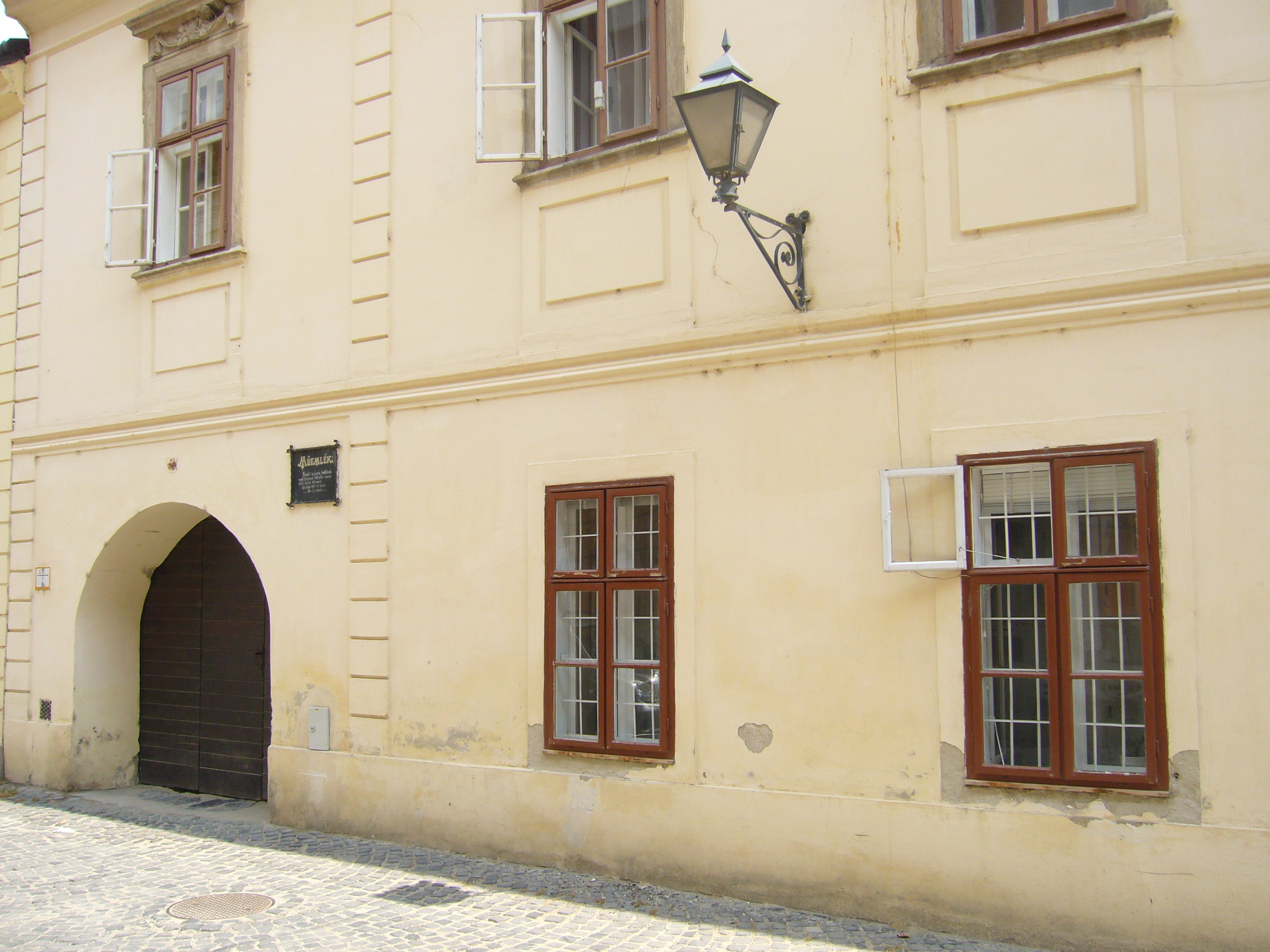
Ebben a házban lakott Széchy Mária kőszegi száműzetése idején (Chernel u. 5.)